# Прапор Старого Добротвора
Пра́пор Старого Добротвора — офіційний символ села Старий Добротвір, Шептицького району Львівської області, затверджений 19 березня 1999 р. рішенням Стародобротвірської сільської ради.
Автор — Андрій Гречило.

## Опис
Квадратне синє полотнище, на якому жовтий квадрат із вершинами на серединах сторін прапора, на жовтому фоні синій 4-раменний хрест із перемичкою від вершини до краю верхнього правого рамена, а ліворуч — синій сигль «Д».

## Зміст
Основою для сучасних символів став сюжет з печаток містечка з ХVІ ст. Цей знак і протягом наступних століть виконував функцію герба Добротвора.